# Yugoslavia en los Juegos Olímpicos de Múnich 1972
Yugoslavia estuvo representada en los Juegos Olímpicos de Múnich 1972 por un total de 126 deportistas que compitieron en 15 deportes.  
El portador de la bandera en la ceremonia de apertura fue el jugador de waterpolo Mirko Sandić.

## Medallistas
El equipo olímpico yugoslavo obtuvo las siguientes medallas:
| Nombre         | Deporte            | Competición             |
| -------------- | ------------------ | ----------------------- |
| Oro            |                    |                         |
| Equipo         | Balonmano          | Torneo M                |
| Mate Parlov    | Boxeo              | Semipesado (81 kg) M    |
| Plata          |                    |                         |
| Josip Čorak    | Lucha grecorromana | 90 kg M                 |
| Bronce         |                    |                         |
| Zvonimir Vujin | Boxeo              | Superligero (63,5 kg) M |
| Milan Nenadić  | Lucha grecorromana | 82 kg M                 |